# Dorothy Njeuma
Pour les articles homonymes, voir Njeuma.
Dorothy Njeuma, née Effange Dorothy Limunga, est une femme politique camerounaise née le 26 juin 1943 à Buea (Cameroun). Elle est la première femme à occuper le poste de recteur d'université au Cameroun.

## Biographie
Elle fait ses études primaires au Government school de Buea de 1948 à 1955, puis les études secondaires au Queen's School à Enugu au Nigeria de 1956 à 1962.
Dorothy Njeuma est la première femme camerounaise à  recevoir l'African Scolarship Program of American Universities (ASPAU), en 1962, après un concours très sélectif.
Après des études universitaires de 1962 à 1966 au Pembroke College in Brown University, elle obtient un Bachelor of Science en biologie. Puis une PhD en zoologie à University College London. Ces études lui donnent droit au grade de Maître de conférences en génétique et en embryologie à la Faculté de sciences de l’Université fédérale de Yaoundé, dès son retour au Cameroun en 1970 et pendant cinq ans.
Elle est la deuxième personnalité féminine de la république après Delphine Zanga Tsogo à faire partie d'une équipe gouvernementale en tant que vice-ministre de l'éducation nationale, poste qu'elle quitte à la suite du remaniement de 1983
Ancienne vice-ministre de l'Éducation (1975-1985), elle est depuis 2011 membre du conseil électoral d'Elecam.

## Carrière
Après son PH.D en Zoologie de l'university college of London en 1970, elle revient au Cameroun en qualité de professeure de Biologie à l'université de Yaoundé. Cinq ans plus tard, elle est nommée Vice-ministre de l'éducation nationale jusqu'en 1983 ;  cela fait d'elle la deuxième personnalité féminine au gouvernement. Elle sera ensuite directrice du Centre universitaire de Buea avant d'être nommée Vice-Chancelier de cette même université en 1993 et plus tard recteur. Ici, sa renommée n'a d'égale que ses actes. Sous son règne, l'université de Buea passe pour être la meilleure université d'État. Elle laisse ses empreintes à tous les niveaux, tant sur le plan accadémique que sur le plan infrastructurel en passant par la gestion des ressources humaines.

## Responsabilités[3]
Au cours de sa carrière, Dorothy Njeuma a occupé plusieurs postes de responsabilité qui en on fait une femme publique :
- Maître de conférence à la faculté des sciences de l'université de Yaoundé et enseignante de Génétique et physiologie cellulaire (1970-1975) ;
- Vice-Ministre de l’Éducation Nationale de 1975 à 1985 ;
- Conseiller Technique auprès du Ministre de la Recherche Scientifique et Technique de 1986 à 1988 ;
- Directeur Général du Centre Universitaire de Buea de 1988 à 1993 ;
- Première vice-chancelière de l’Université de Buea de 1993 à 2005 ;
- Vice-présidente de l'Association des Universités Africaines (AUU) de 2002 à 2005 ;
- Membre du Forum africain des Femmes éducatrices (FAWE) ;
- Membre de l'organisation des femmes du tiers monde pour la science ;
- Présidente de la conférence des recteurs des universités d'État du Cameroun de 1998 à 2008 ;
- Présidente de la Fédération nationale des Sports universitaires ( FENASU) de 2001 à  2008 ;
- Membre du conseil Universitaire des Nations unies de  2002 à 2007 ;
- Membre du NEPAD mai 2003[1]à 2009 ;
- Recteur de l’Université de Yaoundé I de 2005 à 2008 ;

## Carrière sportive
Dorothy Njeuma est la capitaine de l'équipe de tennis du Pembroke Collège de l'université Brown durant ses études. Elle fait partie de la délégation camerounaise participant au Championnat d'Afrique en 1974. En 1986, elle est sacrée championne du Cameroun.

## Vie privée
Elle fut l'épouse de feu Martin Zachary Njeuma, avec lequel elle a deux filles, Christine Njeuma et Dorothy Embelle Njeuma.